# Königsberger Postwesen

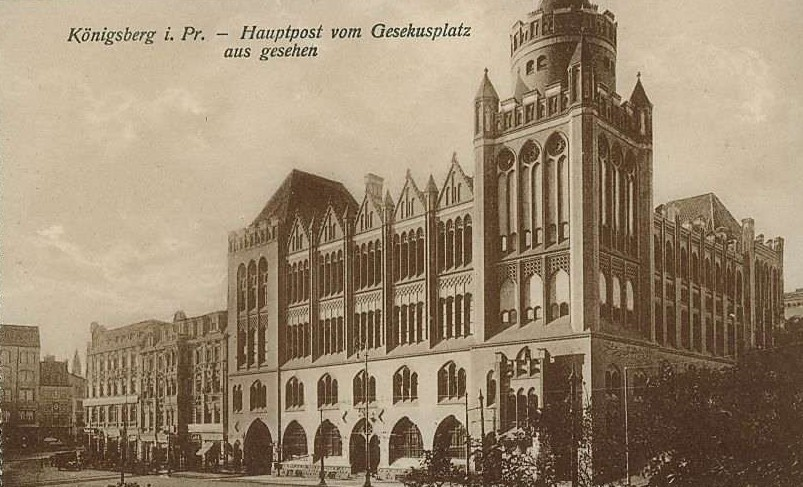
Hauptpost Königsberg (1918)

Über 500 Jahre diente das Königsberger Postwesen der Postbeförderung im Deutschordensstaat, im Herzogtum Preußen und in Ostpreußen.

## Geschichte

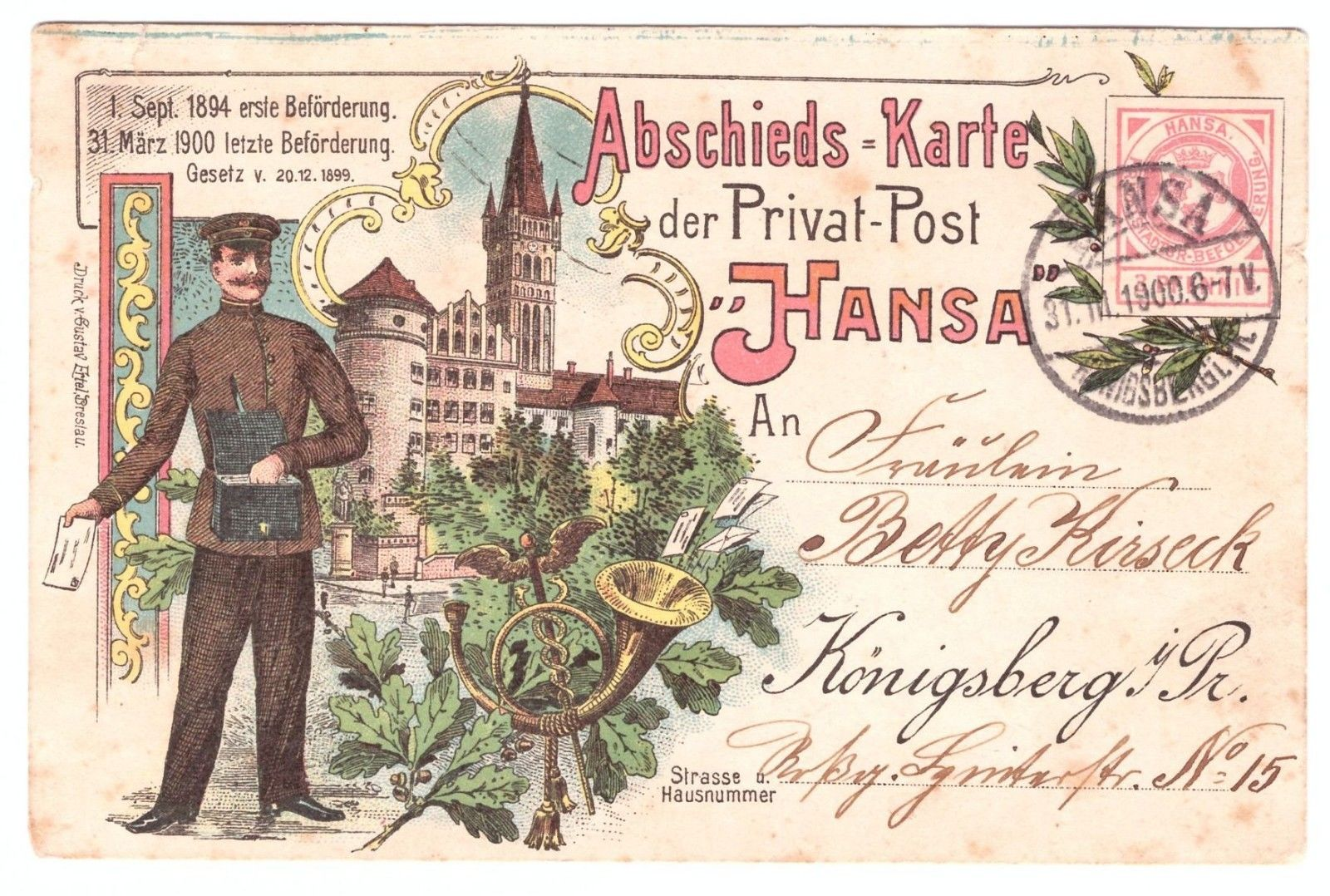
Privat-Post "Hansa"

Der Ursprung des Königsberger Postwesens lag in der Botenpost, die der  Deutsche Orden im 13. Jahrhundert einrichtete. Mittelpunkt war seit 1457 Königsberg, der Sitz des Hochmeisters. Mit dem Herzogtum entstand 1525 die Ämter- und Schulzenpost mit einer Zentrale im Königsberger Schloss. Die Kaufleute hatten die Hansepost mit eigenen Boten. Altstadt, Kneiphof und Löbenicht machten sich im 17. Jahrhundert mit einem Stadtpostmeister ebenfalls selbständig. Als der Große Kurfürst beide Postbetriebe zur Zentrale im Schloss vereinigte, ging die Kaufmannspost in der „Postbude“ der (alten) Börse an der Grünen Brücke ein. Der Regierungsbotenmeister Martin Neumann errichtete einen Postcours nach dem anderen. 1649 stand die 1500 Kilometer lange Verbindung von  Cleve nach  Memel. Neben dem Hofpostamt (Berlin) war Königsberg das einzige Hofpostamt. 1709 hatte der Postmeister Heinrich Bertram vier Mitarbeiter. Friedrich Wilhelm I. förderte das Postwesen. Von Königsberg gingen sieben Postlinien mit Kutsche und Reiter ab.
Während der russischen Besetzung (1758–1763) im  Siebenjährigen Krieg hieß das Hofpostamt Russisch Kaiserliches Hofpostamt. Die Postgebäude, besonders das Packhaus am Schloss, wurden schlecht gepflegt und verfielen. Nach  v. Hippels Tod gelang es 1797 dem Hofpostdirektor Johann Ludwig Wagner (1735–1820) dessen Grundstück (später Poststr. 15) zu kaufen. Der Hofpostdirektor Friedrich v. Madeweis leitete das Königsberger Postwesen von 1808 bis 1822. Er führte viele Neuerungen ein. 1820 unterstanden ihm sieben weitere Postämter und 25 Postwärtereien. Die 1849 gebaute Hauptpost tat bis 1945 ihren Dienst. Zu Beginn der Schlacht um Königsberg hatte die Stadt 23  Postämter. Von 1842 bis 1944 gab die Königsberger Post 43 Sonderstempel und Werbestempel heraus.
Von 1894 bis 1900 gab es die Privat-Post "Hansa". Eine illegale Schülerpost  mit beträchtlichem Umsatz und 287 verschiedenen Briefmarken bestand von 1917 bis 1923.

## Oberpostdirektion
Mit der Neuordnung des Preußischen Postwesens wurde am 16. September 1849 die Oberpostdirektion Königsberg eingerichtet. Der erste Leiter war Oberpostdirektor Pieck. 1850 hatte der Oberpostdirektions-Bezirk 67 Ämter und Amtsstellen. 1862 waren es 71 Postanstalten mit 135 Beamten. Hinzu kamen noch Kreise des neuen Regierungsbezirks Allenstein (1905) und der aufgelösten Provinz Westpreußen (1920–1939). 1942 arbeiteten in 1.814 Postanstalten 10.861 Beamte. Im Bezirk wurden 1870 täglich 1,7 Millionen, 1942 täglich über 90 Millionen Briefe und Karten aufgegeben. Im selben Jahr gingen 8,5 Millionen Pakete zur Post. Die letzten Präsidenten der seit 1934 offiziell Reichspostdirektion Königsberg genannten Behörde waren Hans-Joachim Münzel (1940) und Walter Pietsch (1942). Beide waren zuvor Ministerialrat im Reichspostministerium. In der Schlacht um Königsberg löste Pietsch die Reichspostdirektion Königsberg am 27. Januar 1945 auf.
Amtssitz der Oberpostdirektion war zuerst das Hauptpostamt an der Poststraße. Nach dem Ersten Weltkrieg entstand das Dienstgebäude Brahmsstraße 7, an der Ecke zum Hansaring (heute ul.Grekowa 1, Hauptquartier des Stabs der Baltischen Flotte Russlands). In seinen Kellern befand sich bis März 1945 der Gefechtsstand von General Otto Lasch. Mit Akten und Einrichtungen sollte die Oberpostdirektion in die Postschutzschule in Sternberg in Mecklenburg verlegt werden. Als die Lastkraftwagen dort ankamen, wurden sie bereits von der Roten Armee empfangen.

## Privatpost
Für das Stadtgebiet Königsberg tat sich 1894 die Privat-Post „Hansa“ in der Koggenstraße auf. Sie wurde im Vergleich zu anderen Städten gut geführt. 1899 hatte sie einen Gesamtumsatz von mehr als 2,5 Millionen Sendungen bei 165 Briefkästen (25 mehr als die Reichspost). Am 31. März 1900 wurden die Privatposten aufgelöst.